# Ludvig Brockenhuus-Schack (hofjægermester)
 Der er flere personer med dette navn, se Ludvig Brockenhuus-Schack (amtmand).
Knud Bille Ludvig Alfred Sophus greve Brockenhuus-Schack (10. december 1869 i Nordrupøster Sogn – 1. november 1927 i København) var en dansk hofjægermester, bror til Adolph, Frands og Aage Brockenhuus-Schack.
Han var søn af kammerherre, greve Knud Brockenhuus-Schack til stamhuset Giesegaard og hustru Sophie f. von Lowzow. Han var medlem af bestyrelsen for Slangerupbanen.
Han var gift med Agnete f. komtesse Ahlefeldt-Laurvig-Bille (1. september 1876 – ?), datter af kammerherre, hofjægermester, greve Julius Ahlefeldt-Laurvig-Bille. Grevinde Agnete Brockenhuus-Schack var næstformand i Louiseforeningens bestyrelse og den første spejderchef i Det Danske Pigespejderkorps. Han havde vinterbolig i Frederiksgade-fløjen af Dehns Palæ.